# Atletisme als Jocs Olímpics d'estiu de 1900 - triple salt aturat masculí
El triple salt aturat masculí va ser una de les proves d'atletisme que es va dur a terme als Jocs Olímpics de París de 1900. Aquesta prova es va disputar el 16 de juliol de 1900 i hi prengueren part deu atletes representants de quatre nacions.

## Medallistes
| Or       | Plata         | Bronze         |
| Ray Ewry | Irving Baxter | Robert Garrett |

## Rècords
Aquests eren els rècords del món i olímpic que hi havia abans de la celebració dels Jocs Olímpics de 1900.
| Rècord del Món | ?          |
| Rècord Olímpic | inexistent |

Ray Ewry va establir el primer Rècord Olímpic d'aquesta prova amb 10,58 metres.

## Resultats
| Posició | Atleta           | Distància  |
| ------- | ---------------- | ---------- |
| Or      | Ray Ewry         | 10,58 m    |
| Plata   | Irving Baxter    | 9,95 m     |
| Bronze  | Robert Garrett   | 9,50 m     |
| 4       | Lewis Sheldon    | 9,45 m     |
| 5-10    | Daniel Horton    | desconegut |
| 5-10    | Frank Jarvis     | desconegut |
| 5-10    | Pál Koppán       | desconegut |
| 5-10    | John McLean      | desconegut |
| 5-10    | Karl Staaf       | desconegut |
| 5-10    | Waldemar Steffen | desconegut |

Ewry va guanyar les tres proves de salts aturats que es disputaren en aquestes Olimpíades, amb Baxter segon cada vegada. La prova del triple salt aturat fou la més internacional de les tres proves de salts aturats que es disputaren, amb atletes representants de quatre nacions. Tots els atletes que prenen part en aquesta prova també ho fan en la de triple salt, a excepció dels tres medallistes.